# Matthias Kagerhuber
Matthias Kagerhuber est un bobeur allemand, né le 7 septembre 1985.

## Palmarès

### Championnats monde
- : médaillé d'or en bob à 4 aux championnats monde de 2017.

### Coupe du monde
- 2 podiums  : 
  - en bob à 4 : 1 victoire et 1 troisième place.

#### Détails des victoires en Coupe du monde
| Édition   | Bob à 2 | Bob à 4   |
| 2016-2017 |         | Königssee |